# 大汉巾帼
《大汉巾帼》（全称《马王堆秘史之大汉巾帼》，又名《大汉帝国》）是2004年出品的一部古装电视剧，该剧叙述了西汉时期女性人物辛追不平凡一生的故事。该剧于2004年5月到7月27日在河北省涿州拍摄，2004年8月30日剧组在湖南省博物馆举办新闻发布会。本剧演员阵容强大，蒋勤勤出任女主角，从少女时期一直演到四五十岁，还有聂远、刘芸、寇振海、颜丹晨、杜源等人加盟演出。2005年1月，本剧陆续在各地方电视台播出。

## 简介
对于剧情与历史的差异，编剧叶剑解释史料上介绍辛追只有寥寥几句，他只能以历史为背景，故事大部分是虚构和推测出来的情节。这个剧本得到了马王堆汉墓所在地的湖南省博物馆的认可，并且他们也参与了拍摄。

## 剧情

### 楚汉争霸
楚汉战争时期，汉军大将利苍为保护汉王刘邦而被楚兵追杀至重伤昏迷，幸得云梦泽畔的风镇的青年男女符申、辛追相救。辛追将利苍带回家中悉心治疗并起了爱慕之心，但与辛追青梅竹马的符申也深爱着辛追，为此闷闷不乐。和辛追同镇的富户王胡子垂涎辛追美色来骚扰被利苍痛打。王胡子的侍妾南施嫉恨辛追，让王胡子向楚军告密，而另一方面又假惺惺的告诉辛追的父亲辛道。辛道本是六国贵族，他做主让辛追和利苍成婚并离开，二人离开不久楚兵便杀到，辛道杀了王胡子后自己也中箭而亡，临时前他让符申将遗物交给辛追。
南施得知王胡子已死，便卷走他家的财物逃走，路上她碰上符申并与之亲近，但符申心中只有辛追不予理睬她。后南施碰上刘邦，成了他的情人。利苍和辛追来到虎城山后找到了汉军，之后符申也到了，利苍被刘邦征调去攻打项羽便让符申留下保护辛追。此时的辛追已有身孕，刘邦的侄女丽阳公主为追寻张良也来到谷城山利苍的师兄虚无子处，与辛追成了好朋友，而辛追面对符申的一腔热血很是过意不去，以弹琴为交换让黄石老人教符申剑法。
利苍与韩信、彭越等将一同围攻项羽，项羽终在垓下兵败而亡。但利苍念项羽是其旧主没有亲自诛杀引起刘邦不快，在刘邦称帝后并没有得到爵位。辛追在谷城山面对符申的热情感到难以招架，虽已诞下儿子利稀，利苍又久候不至，而与符申在一起难免出错，故要求他离开自己则带着儿子来到洛阳找利苍。
在洛阳，辛追没有找到利苍，她并不知利苍被刘邦派去燕国。一次危难中，她被南施和符申救了，而南施虽因戚夫人的阻扰不能入宫，但在宫外仍被赐给了无数金银财宝。利苍虽带回燕王田横，但田横不愿降汉自杀身亡，利苍被刘邦责罚，幸张良帮忙而脱罪。南施勾引符申不成，很是生气，便让辛追找到了利苍，符申心灰意冷离开。
张良帮利苍和辛追找到一处居所，刘邦又派利苍去燕国带回田横的五百死士，辛追深感丈夫难当此人，要求通往。辛追巧计让五百壮士相信田横未死，带他们一路来到洛阳。五百壮士终至田横墓前，本要报仇，但被辛追一番话所动，只是全部当初自刎。刘邦认为利苍做得好，封他为候。

### 离家出走
南施表面上虽和辛追很好，但因符申之事对辛追十分嫉恨，刘邦要派利苍去长沙国当丞相，但又怕他不忠，十分犯难。南施趁机进言，让刘邦把丽阳公主嫁给利苍。利苍和丽阳本都不愿，但无奈皇命如山，不得不从。辛追不知实情，误解了利苍和丽阳，留下书信和儿子负气出走。
利苍和丽阳多次寻找辛追，但都没有踪影，只能先来到长沙国赴任。辛追碰上符申，此时的她心乱如麻，只是留下了半年之约，而自己误打误撞来到了赵国。赵国丞相贯高竟是父亲的老友，辛追便在丞相府住下与其女贯英成了朋友。
刘邦征伐匈奴未果，回师途中来到赵国，赵王张傲虽是其女婿，但刘邦向来不喜欢他，这次更是肆意侮辱。贯高等人非常不满，欲刺杀刘邦，辛追发觉，劝其不要这么做，但贯高一意孤行。辛追只能离开，并以谐语给刘邦示警，刘邦安然离开。
由于此事太过突然，京城里谣言不断。戚夫人一心要对付皇后吕氏，而赵王是吕后的女婿，与南施一同进谗。刘邦也心有疑虑，将赵王和贯高等人抓好，定要审出刺杀事件主谋。虚无子得丽阳帮忙来到皇宫的太和宫清修，为吕后所敬，吕后找其帮忙。恰逢辛追一人来到虚无子处，在虚无子和贯英求助下，辛追决定揭开事情真相。
辛追扮作处士，假名一真讲出实情，又以一曲秒音迷倒刘邦，终令赵王和贯高脱罪。但辛追这样一来也陷入了后宫之间的争斗，戚夫人对一真（辛追）恨之入骨，派出刺客追杀辛追，幸得黄石老人相助，多次化险为夷，后辛追以一真处士之名在虚无子的介绍下遍游各地道观。吕后收买杀手追杀南施，南施被符申所救后离开。
利苍来到长沙国后发觉众诸侯王之间暗中交往，有不轨行径，便向刘邦密告。刘邦在张良和萧何建议下，决定拿势力最大的楚王韩信开刀，刘邦借游云梦泽之名设下圈套捉住了韩信，后封为淮阴侯。丽阳再次见到张良，但仍只有伤心。
符申见到丽阳，得知了一切过往，他发誓一定要找到辛追，但途中碰上了一位歌女，名叫娟子，娟子本是王胡子之女，父亲死后被抓人苍鹫庄培养，她暗中倾心符申，但奈何苍鹫庄将她调走。吕后在辛追建议下，决定求张良请商山四位奇人来辅佐太子以免刘邦废太子。张良和符申来找商山四老，正好辛追也游历至商山。张良说服四老来到京城，符申也劝辛追回家，但辛追仍不愿，符申只能先留下。戚夫人的杀手再次来杀辛追被符申打跑，二人来到江夏，恰巧碰上利苍为迁辛追父母的墓地而举办的水陆法事，辛追心情复杂，仍不想面对利苍。而另一方面，长沙王欲谋反收买杀手行刺利苍并抓住丽阳和利稀相威胁，被符申和辛追撞上，二人只能现身，打跑刺客。辛追在利苍、丽阳的劝说下终于释怀，决定和利苍回家。丽阳则主动退出与符申回京城找张良。

### 丞相夫人
刘邦率大军北上平乱，吕后深知刘邦碍于面子不能杀韩信，要趁此时机表功，她利用萧何诱杀了韩信，而后又杀了彭越。汉室诛戮功臣令人寒心，淮南王英布决定造反，而首要攻击之地便是丽阳之父楚王刘贾。
丽阳听取张良之言和符申来到楚地劝父亲逃离，但刘盈坚持死战到底。符申用计使淮南兵的武器脆弱，但刘盈贪功冒进终被英布所败，羞愧之下，楚王刘贾觉得无颜见刘邦自杀而亡。

## 职员
- 出品人：苏辰、周丕学
- 总顾问：吕值友
- 总监制：黄长清、欧阳常林、熊瑞忠、杨金鸢
- 总策划：苏辰
- 文学顾问：陈建明
- 总制片人：李祖武
- 编剧：叶牮
- 武术指导：雷正彪
- 作曲：刘振球、朱青
- 作词：宋小明
- 片头曲：李海鹰
- 片尾曲：唐翌
- 古琴演奏：陶朔
- 导演：刘跃飞
- 执行导演：张葆青
- 总导演：李平

## 主要人物
| 演员   | 角色     | 简介 |
| 蒋勤勤 | 辛追     | 传奇女子，因嫁给汉军大将利苍而开始不平凡的一生，救刘邦、保太子、平南越、除吕氏，可谓巾帼不让须眉，但也经历了丈夫、儿子死去的痛苦。加上一生追求荣耀，耗尽心力，在仇人已死、友人远去之后生无可恋，安然谢世。 |
| 聂 远  | 符申     | 与辛追青梅竹马，痴恋于辛追，但因其已嫁利苍而万分痛苦。师从黄石老人，身怀绝技，武艺高强，屡救辛追等人于危难之中。在万事已了之后，因不堪回首往事而浪迹天涯。                                                 |
| 程莉莎 | 南施     | 辛追的同乡，嫉妒辛追的女子，风骚放荡，与多人有染，屡次谋害辛追未果。后更成了长沙王妃，设计暗害了辛追的丈夫和儿子。大势已去之后上吊自杀。                                                                   |
| 沈保平 | 张良     | 刘邦最信任的军师，运筹于帷幄之中，决胜于千里之外。是利苍、辛追的好友，但一直不肯接受丽阳公主的感情，到最后只能是徒留遗憾。                                                                                 |
| 王 晖  | 利苍     | 忠勇善战的汉军大将，为刘邦赏识，后为长沙国丞相，多次为国建功，与辛追更是琴瑟和睦。后被吴越、南施阴谋设计，死在征战之中。                                                                                   |
| 张咏琪 | 丽阳公主 | 刘邦的侄女，重情重义，曾因皇帝赐婚而嫁给利苍，悉心抚养其子利稀，亦是辛追最好的朋友之一。热烈追求张良却屡遭拒绝，直至最后终于感动张良。张良死后，她不想再问世事，出家修行去了。                             |
| 刘 芸  | 娟子     | 与辛追、符申是同乡，本名王兰。从小被抓进苍鹫庄当成杀手培养，身世凄苦。后痴恋符申而无怨无悔，屡遭磨难，最终和符申远走高飞。                                                                                 |
|        | 吴越     | 长沙王的总管，与南施狼狈为奸，多次谋害辛追一家。后成为长沙国丞相，攀附吕氏，欲置辛追于死地。吕氏覆灭后，其罪行终于大白天下。                                                                               |
| 张志宏 | 刘邦     | 乱世枭雄，知人善任，击败项羽而建立大汉王朝。为人好色，是南施的老相好，后又倾慕辛追。后因旧臣屡次叛乱、后宫争斗不休而心力交瘁去世。                                                                         |
| 王伟光 | 青鹫奴   | 苍鹫庄最出色的杀手，为戚夫人所用，恶行累累，被符申重伤后遭灭口。 |
| 博 弘  | 吕后     | 刘邦的发妻，刘邦在世时已失宠。刘邦死后，独掌大权，为人阴狠毒辣，重用吕氏众人却最终导致他们的覆亡。 |
| 阿斯茹 | 戚夫人   | 刘邦的宠姬，一心对付吕后和太子，失败后遭吕后残忍报复而死。 |
| 王志刚 | 陈平     | 刘邦另一重要谋臣，吕后死后他是复兴汉室的一大功臣。 |
|        | 利稀     | 利苍和辛追之子，后继承父亲爵位出任长沙国中尉，后在与南越国作战中身亡。 |
| 杨丽晓 | 贾芙     | 利稀的妻子，生下一子利祖彭。 |
| 臧金生 | 项羽     | |
| 颜丹晨 | 虞姬     | |
| 吴韻   | 薄姬     | |
| 谢 园  | 辛道     | |
| 寇振海 | 田横     | |

## 音乐
- 本剧音乐制作阵容亦为不俗，有宋小明、李海鹰、韩磊、张也等音乐界著名人士。主题曲《巾帼梦》具有两湖民歌的风格，兼具历史厚重感和女主人公独有的柔情。[3]

| 曲別   | 歌名         | 作詞   | 作曲   | 演唱 |
| 主题曲 | 《巾帼梦》   | 宋小明 | 李海鹰 | 韩磊 |
| 片尾曲 | 《云梦恋歌》 | 宋小明 | 唐翌   | 张也 |